# Victoria Hill
Victoria Hill (Adelaida, Australia Meridional; 18 de febrero de 1974) es una actriz, escritora y productora australiana, más conocida por haber interpretado a Natasha Willis en la serie Dance Academy.

## Biografía
Su madre es Diana Hill, la presidenta de UNICEF en Australia y su padre es Robert Hill, el canciller de la Universidad de Adelaide.
Está casada con Joseph McGlone.

## Carrera
En 2000 apareció como invitada en dos episodios de la serie Xena: Warrior Princess donde interpretó a Waltraute.
En 2006 interpretó a lady Macbeth en la película Macbeth junto a Sam Worthington.
En 2007 se unió al elenco de la película December Boys donde dio vida a Teresa, junto a Sullivan Stapleton.
En 2010 se unió como personaje recurrente a la serie de baile Dance Academy donde interpretó a Natasha Willis-Karamakov hasta 2012.

## Filmografía
Series de televisión
| Año        | Título                 | Personaje                | Notas                         |
| ---------- | ---------------------- | ------------------------ | ----------------------------- |
| 2010, 2012 | Dance Academy          | Natasha Willis-Karamakov | 6 episodios                   |
| 2002       | All Saints             | Shauna Myer              | episodio "Consuming Passions" |
| 2001       | Crash Palace           | Carla Vieri              | tv serie                      |
| 2000       | Xena: Warrior Princess | Waltraute                | 2 episodios                   |
| 1996       | Naked: Stories of Men  | Mujer en el Tren         | 5 episodios                   |

Películas
| Año  | Título            | Personaje     | Notas |
| ---- | ----------------- | ------------- | --- |
| 2022 | Master Gardener   | Isabel        | junto a Joel Edgerton, Sigourney Weaver, Quintessa Swindell y Esai Morales                                              |
| 2018 | The Chaperone     | Myra Brooks   | junto a Haley Lu Richardson, Miranda Otto, Elizabeth McGovern, Blythe Danner, Campbell Scott y Géza Röhrig              |
| 2017 | First Reformed    | Esther        | junto a Ethan Hawke, Amanda Seyfried, Michael Gaston, Cedric the Entertainer y Bill Hoag                                |
| 2009 | Chasin' the Dream | Matilda Adams | corto - junto a Luke Rex & Romeo Ballantine                                                                             |
| 2009 | Picture This      | Nicole        | junto a Drayton Morley & Luke Rex                                                                                       |
| 2008 | Hunt Angels       | Alma Brooks   | junto a Ben Mendelsohn                                                                                                  |
| 2008 | Night Train       | Jennifer      | corto - junto a Kate Kendall, Savannah Lind & Gary Waddell                                                              |
| 2007 | December Boys     | Teresa        | junto a Daniel Radcliffe, Lee Cormie, Teresa Palmer, Sullivan Stapleton & Andy McPhee                                   |
| 2006 | BoyTown           | Rosalita      | junto a Mick Molloy, Lachy Hulme, Sarah Walker & Wayne Hope                                                             |
| 2006 | Macbeth           | Lady Macbeth  | junto a Sam Worthington, Steve Bastoni, Lachy Hulme, Matt Doran, Damian Walshe-Howling, Jonny Pasvolsky & Nash Edgerton |
| 2006 | Modern Love       | Emily         | junto a Mark Constable, Will Traeger & Damian Woodards                                                                  |
| 1999 | Siam Sunset       | Maree         | junto a Linus Roache, Danielle Cormack, Ian Bliss & Roy Billing                                                         |
| 1999 | Dead End          | Lori Peterson | junto a William Snow, Peter Hardy & Kate Kendall                                                                        |

Productora y escritora
| Año  | Título            | Notas                                         |
| ---- | ----------------- | --------------------------------------------- |
| 2009 | Chasin' the Dream | corto - coproductora & escritora colaborativa |
| 2006 | Macbeth           | coproductora & escritora                      |

Teatro
| Año  | Obra                                           | Personaje | Director (a)        | Teatro              | Notas                                                            |
| ---- | ---------------------------------------------- | --------- | ------------------- | ------------------- | ---------------------------------------------------------------- |
| 2003 | Myth, Propaganda & Disaster in Nazi Germany... | -         | Christopher Hurrell | Stables Theatre     | junto a Mark Constable, Deborah Kennedy & Melanie Vallejo        |
| 2000 | The Ecstatic Bible                             | -         | Tim Maddock         | Scott Theatre       | junto a Syd Brisbane, Cameron Goodall, John O'Hare & Susan Prior |
| 2000 | Ursula                                         | -         | Tim Maddock         | -                   | junto a William Allert, Rebecca Havey & Ingrid Hearne            |
| 1999 | Roberto Zucco                                  | -         | Tim Maddock         | Balcony Theatre     | junto a Michaela Cantwell, Richard Kelly & Rory Walker           |
| 1998 | The Misanthrope                                | -         | Tim Maddock         | Balcony Theatre     | junto a Michaela Cantwell, Eliza Lovell & John Molloy            |
| 1998 | The Europeans                                  | -         | Tim Maddock         | Balcony Theatre     | junto a Syd Brisbane, Paul Moore & Rory Walker                   |
| 1997 | [Uncle] Vanya                                  | -         | Tim Maddock         | Belvoir St. Theatre | junto a Syd Brisbane, Richard Kelly & Paul Moore                 |